# Équation caractéristique d'une équation différentielle linéaire à coefficients constants
En mathématiques, l’équation caractéristique d'une équation différentielle linéaire à coefficients constants (ou équation auxiliaire de celle-ci) est une équation polynomiale dont dépend la solution de l'équation différentielle,  linéaire, homogène, et à coefficients constants associée. 
Une telle équation différentielle d'ordre n, avec {\displaystyle y} comme variable dépendante et {\displaystyle a_{n},a_{n-1},\ldots ,a_{1},a_{0}} comme constantes,
{\displaystyle a_{n}y^{(n)}+a_{n-1}y^{(n-1)}+\cdots +a_{1}y'+a_{0}y=0}
aura une équation caractéristique de degré n de la forme
{\displaystyle a_{n}r^{n}+a_{n-1}r^{n-1}+\cdots +a_{1}r+a_{0}=0}
dont les racines {\displaystyle r} permettront de former la solution générale de l'équation différentielle,,. 
Leonhard Euler a introduit l'équation caractéristique pour intégrer les équations différentielles linéaires à coefficients constants, étude prolongée par Augustin-Louis Cauchy et Gaspard Monge,.

## Principe
On considère l'équation différentielle linéaire homogène à coefficients constants {\displaystyle a_{n},a_{n-1},\ldots ,a_{1},a_{0}},
{\displaystyle a_{n}y^{(n)}+a_{n-1}y^{(n-1)}+\cdots +a_{1}y'+a_{0}y=0.}
on peut voir que si {\displaystyle y(x)=e^{rx}}, chaque terme sera un multiple de {\displaystyle e^{rx}} par une constante. Cela résulte du fait que la dérivée de la fonction exponentielle {\displaystyle e^{rx}} est un multiple d'elle-même. Par conséquent, {\displaystyle y'=re^{rx}}, {\displaystyle y''=r^{2}e^{rx}} et {\displaystyle y^{(n)}=r^{n}e^{rx}} sont toutes multiples de {\displaystyle e^{rx}}. On peut en déduire que certaines valeurs de {\displaystyle r}, permettront à des multiples de {\displaystyle e^{rx}} d'avoir une somme égale à zéro et de résoudre ainsi l'équation différentielle homogène. Pour trouver les valeurs de {\displaystyle r}, on peut remplacer {\displaystyle y} et ses dérivées par {\displaystyle e^{rx}} et ses dérivées dans l'équation différentielle pour obtenir :
{\displaystyle a_{n}r^{n}e^{rx}+a_{n-1}r^{n-1}e^{rx}+\cdots +a_{1}re^{rx}+a_{0}e^{rx}=0.}
Puisque {\displaystyle e^{rx}} ne peut jamais être nul, on peut simplifier l'équation pour obtenir l'équation caractéristique
{\displaystyle a_{n}r^{n}+a_{n-1}r^{n-1}+\cdots +a_{1}r+a_{0}=0.}
En trouvant les racines {\displaystyle r} de cette équation caractéristique, on pourra trouver la solution générale de l'équation différentielle,.

## Formation de la solution générale
Résoudre l'équation caractéristique pour trouver ses racines, {\displaystyle r_{1},\ldots ,r_{n}}, permet de trouver la solution générale de l'équation différentielle. Les racines peuvent être réelles et/ou complexes, simples et/ou multiples. Si une équation caractéristique a pour solutions des racines réelles simples, {\displaystyle h} racines réelles multiples et/ou {\displaystyle k} racines complexes, correspondant respectivement aux solutions générales {\displaystyle y_{D}(x)}, {\displaystyle y_{R_{1}}(x),\ldots ,y_{R_{h}}(x)}, et {\displaystyle y_{C_{1}}(x),\ldots ,y_{C_{k}}(x)}, alors la solution générale de l'équation différentielle est
{\displaystyle y(x)=y_{D}(x)+y_{R_{1}}(x)+\cdots +y_{R_{h}}(x)+y_{C_{1}}(x)+\cdots +y_{C_{k}}(x).}

### Exemple
L'équation différentielle linéaire homogène à coefficients constants
{\displaystyle y^{(5)}+y^{(4)}-4y^{(3)}-16y''-20y'-12y=0~}
a pour équation caractéristique
{\displaystyle r^{5}+r^{4}-4r^{3}-16r^{2}-20r-12=0.~}
En factorisant l'équation caractéristique, on obtient :
{\displaystyle (r-3)(r^{2}+2r+2)^{2}=0.~}
On peut voir que les solutions sont la racine simple réelle {\displaystyle r_{1}=3} et les racines doubles complexes {\displaystyle r_{2,3,4,5}=-1\pm i}. Cela correspond à la solution générale à valeurs réelles 
{\displaystyle y(x)=c_{1}e^{3x}+e^{-x}(c_{2}\cos x+c_{3}\sin x)+xe^{-x}(c_{4}\cos x+c_{5}\sin x)}
où {\displaystyle c_{1},\ldots ,c_{5}} sont des constantes réelles arbitraires.

### Racines réelles simples
Le principe de superposition des équations différentielles linéaires homogènes à coefficients constants dit que si {\displaystyle u_{1},\ldots ,u_{n}} sont {\displaystyle n} des solutions linéairement indépendantes d'une équation différentielle particulière, alors {\displaystyle c_{1}u_{1}+\cdots +c_{n}u_{n}} est aussi une solution pour toutes les valeurs {\displaystyle c_{1},\ldots ,c_{n}}. Par conséquent, si l'équation caractéristique a pour solution les racines réelles distinctes {\displaystyle r_{1},\ldots ,r_{n}}, alors la solution générale sera de la forme
{\displaystyle y_{D}(x)=c_{1}e^{r_{1}x}+c_{2}e^{r_{2}x}+\cdots +c_{n}e^{r_{n}x}.}

## Racines réelles multiples
Si l'équation caractéristique a une racine {\displaystyle r_{1}} qui est répétée {\displaystyle k} fois, alors il est clair que {\displaystyle y_{p}(x)=c_{1}e^{r_{1}x}}, au moins, est solution. Mais cela ne suffit pas : à cette racine {\displaystyle r_{1}} d'ordre {\displaystyle k} doivent correspondre {\displaystyle k} solutions indépendantes. Puisque {\displaystyle r_{1}} est racine multiple d'ordre {\displaystyle k}, l'équation différentielle peut être factorisée en :
{\displaystyle \left({\frac {\mathrm {d} }{\mathrm {d} x}}-r_{1}\right)^{k}y=0.}
Le fait que {\displaystyle y_{p}(x)=c_{1}e^{r_{1}x}} soit une solution permet de supposer que la solution générale peut être de la forme {\displaystyle y(x)=u(x)e^{r_{1}x}} où {\displaystyle u} est une fonction à déterminer.
En remplaçant {\displaystyle y} par {\displaystyle ue^{r_{1}x}} on obtient :
{\displaystyle \left({\frac {\mathrm {d} }{\mathrm {d} x}}-r_{1}\right)ue^{r_{1}x}={\frac {\mathrm {d} }{\mathrm {d} x}}(ue^{r_{1}x})-r_{1}ue^{r_{1}x}={\frac {\mathrm {d} }{\mathrm {d} x}}(u)e^{r_{1}x}+r_{1}ue^{r_{1}x}-r_{1}ue^{r_{1}x}={\frac {\mathrm {d} }{\mathrm {d} x}}(u)e^{r_{1}x}.}
En appliquant ce fait {\displaystyle k} fois, il s'ensuit que
{\displaystyle \left({\frac {\mathrm {d} }{\mathrm {d} x}}-r_{1}\right)^{k}ue^{r_{1}x}={\frac {\mathrm {d} ^{k}}{\mathrm {d} x^{k}}}(u)e^{r_{1}x}.}
L'équation différentielle sur {\displaystyle y} équivaut donc à l'équation différentielle suivante sur {\displaystyle u} :
{\displaystyle {\frac {\mathrm {d} ^{k}}{\mathrm {d} x^{k}}}(u)e^{r_{1}x}=0.}
En divisant par {\displaystyle e^{r_{1}x}}, elle devient :
{\displaystyle {\frac {\mathrm {d} ^{k}}{\mathrm {d} x^{k}}}(u)=u^{(k)}=0.}
Par conséquent, {\displaystyle u} est solution si et seulement si c'est un polynôme de degré inférieur ou égal à {\displaystyle k-1}, soit
{\displaystyle u(x)=c_{1}+c_{2}x+c_{3}x^{2}+\cdots +c_{k}x^{k-1}.}
Puisque {\displaystyle y(x)=ue^{r_{1}x}}, la partie de la solution générale correspondant à la racine {\displaystyle r_{1}} est
{\displaystyle y_{R_{1}}(x)=e^{r_{1}x}(c_{1}+c_{2}x+\cdots +c_{k}x^{k-1}).}

## Racines complexes
Dans le cas d'une équation différentielle linéaire homogène d'ordre 2 à coefficients réels constants, si l'équation caractéristique a des racines complexes de la forme {\displaystyle r_{1}=a+b\mathrm {i} } et {\displaystyle r_{2}=a-b\mathrm {i} }, alors la solution générale à valeurs complexes est
{\displaystyle y(x)=c_{1}\operatorname {e} ^{(a+b\mathrm {i} )x}+c_{2}\operatorname {e} ^{(a-b\mathrm {i} )x},\quad c_{1},c_{2}\in \mathbb {C} }
ou, ce qui est équivalent :
{\displaystyle y(x)=\operatorname {e} ^{ax}\left(d_{1}\cos(bx)+d_{2}\sin(bx)\right),\quad d_{1},d_{2}\in \mathbb {C} }.
L'intérêt de la seconde expression est de fournir les fonctions à valeurs réelles solutions de l'équation différentielle, pour les valeurs réelles des constantes {\displaystyle d_{1},d_{2}}.